# 好村三郎
好村 三郎（よしむら さぶろう、1919年 - 2012年）は、日本のジャーナリスト、新聞記者、野球選手。朝日新聞社元運動部長、東海大学元教授。立教大学では野球部の4番・エースとして東京六大学リーグで活躍し、主将と監督も兼ね、立大野球部初の三割打者となった。日本アマ野球規則委員会顧問、日米大学野球組織委員。

## 人物・経歴
1919年（大正8年）、兵庫県芦屋に生まれる。旧制灘中学校に入学し、野球部で右投げ左打ちの投手、主力打者として活躍。
1937年（昭和12年）3月、立教大学に入学。野球部で投手、主力打者としてプレーし、主将、監督も兼ねた。終身打率は3割4厘で、東京六大学野球史上13番目の終身打率三割打者となり、立教大学野球部としても初の三割打者となった。
1942年（昭和17年）9月、立教大学経済学部を繰上げ卒業し、三菱重工業に入社した後、軍隊に入隊する。
フィリピン戦線で負傷するが、1946年（昭和21年）1月に復員し、1946年（昭和21年）7月、朝日新聞東京本社運動部記者となる。
主に学生野球を取材し、退職後は東海大学体育学部教授を務めた。高校野球の指導にも、情熱を注いだ。
スポーツにおいてマネージャーの重要性を捉えて、「名マネージャーの下に勝利あり」との言葉を伝えている。
公職として、日本アマ野球規則委員会顧問、日米大学野球組織委員を務めた。

## その他
1957年（昭和32年）の東京六大学野球の秋季リーグ戦で、立教大学野球部が春季リーグ戦に続いて初めて連続優勝した際に発行された大学新聞の優勝特集号で、野球部OBとして『連続優勝に想う』と題した記事を寄稿した。1966年（昭和41年）に野球部が春季リーグ戦で7年ぶりとなる優勝を果たした際も、大学新聞の優勝特集号に『立大優勝のあと 全員の努力による栄冠』と題した記事を寄稿している。

## 主な著作

### 単著
- 『考える野球』朝日新聞社、1968年
- 『六大学野球部物語』恒文社、1975年6月
- 『汗と涙の高校野球』山手書房、1976年
- 『ああ青春の甲子園―第59回大会までの出場校と熱戦ハイライト』朝日ソノラマ、1978年
- 『私の野球論―考える野球<続編> 』東海大学出版会、1980年
- 『白球よ翔べ夏の甲子園―高校野球の心と技』朝日新聞出版、1988年6月1日
- 『甲子園を目指す人々へ―白球と共に生き、そして歩んで―』日刊スポーツPRESS、1999年8月1日
- 『野球を学ぼう―好選手になるために』日刊スポーツPRESS、2003年4月1日

### 共著
- 『野球界』（好村三郎との共著）博文館、1947年
- 『六大学野球部物語』（好村三郎との共著）ベースボールマガジン社、1956年